# Devin Thomas
Devin Robert Thomas  (Harrisburg (Pensilvania), 17 de mayo de 1994) es un jugador de baloncesto estadounidense. Con 2,06 metros de altura juega en la posición de pívot. 

## Trayectoria deportiva
Jugó durante cuatro temporadas con los Wake Forest Demon Deacons y tras no ser drafteado en 2016, Thomas se unió a los Minnesota Timberwolves para disputar la Liga de verano de la NBA.
El 24 de septiembre de 2016, saltó al profesionalismo en las filas del TED Ankara Kolejliler Spor Kulübü, donde disputó la liga turca durante la temporada 2016-17. En 27 partidos disputados durante la temporada 2016-17 promedió 11,4 puntos, 7,7 rebotes, 3,3 asistencias y 1,2 robos por partido.
El 20 de noviembre de 2017, Thomas firmó con el club español del Bilbao Basket de la Liga ACB hasta el final de la temporada 2017-18. En 24 partidos de Liga ACB disputados con el Bilbao, Thomas promedió 8,6 puntos, 4,9 rebotes, 1,1 asistencias y 1,1 robos por partido.
El 2 de septiembre de 2018, Thomas firmó un contrato de un año con el equipo israelí Hapoel Eilat B.C. El 18 de octubre de 2018, se desligó del Eilat después de participar en dos partidos de la liga israelí.
El 4 de enero de 2019, Thomas firmó con el equipo griego Lavrio BC hasta el final de la temporada. El 13 de febrero de 2019, Thomas firmó un contrato temporal por el equipo húngaro del Alba Fehérvár de la liga húngara.
En 2019, se marcha a Uruguay para jugar en el Club Atlético Peñarol.
En la temporada 2020-21, se compromete con el BC Kalev/Cramo para jugar la VTB League y la liga de Letonia.
En la temporada 2021-22, firma por el Z Mobile Prishtina de la Superliga de baloncesto de Kosovo.